# کلیسای جامع مربه‌دستان مقدس
کلیسای جامع مربه‌دستان مقدس (روسی: Кафедральный Собор Святых Жён-Мироносиц) یک کلیسای ارتدکس روسی در باکو است. این کلیسا برای ادای احترام به مربه‌دستان ساخته شده‌است که بزرگداشت‌شان هر سال به یکشنبه دوم پس از عید پاک بازمی‌گردد.

## تاریخچه
کلیسای جامع مربه‌دستان مقدس در سال ۱۹۰۹ با اهدای کمک‌های مالی فردی ساخته شد. این کلیسا یکی از اماکن مذهبی بود که در سال ۱۹۲۰ و در نتیجه استقرار نظام شوروی تعطیل شد. بنای آن ابتدا به عنوان انبار و بعداً به عنوان دبیرستان مورد استفاده قرار گرفت. در جریان ژانویه سیاه در سال ۱۹۹۰، ساختمان کلیسا بر اثر اصابت موشک شلیک شده از سوی نظامیان ارتش شوروی به شدت آسیب دید. در سال ۱۹۹۱ مالکیت آن دوباره در اختیار کلیسای ارتدکس روسی قرار داده شد. بنای آن با کمک‌های مالی «آیدین قربانوف»، کارآفرین آذربایجانی‌تبار روسیه، در سال ۲۰۰۰ تحت بازسازی کامل قرار گرفت. در ۲۷ مه سال ۲۰۰۱، آلکسی ریدیگر، رهبر وقت کلیسای ارتودوکس روسیه، امتیاز کلیسا را به کلیسای جامع ارتقاء داد.
کلیسای جامع مربه‌دستان مقدس دارای معبدی با یادگارهای ناتانائیل است؛ کسی که گمان می‌رود در قرابت قلعه دختر باکو به صلیب کشیده شده‌است.